# Otto Fiederling

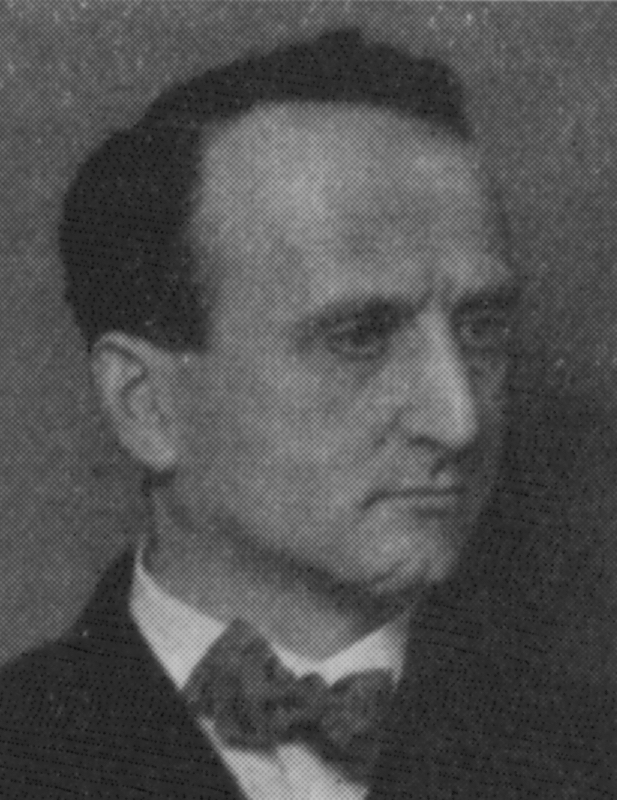
Otto Fiederling

Otto Fiederling (* 30. November 1892 in Biebrich; † 21. Februar 1972 in Salisbury (Maryland)) war ein deutscher Architekt und Hochschullehrer an der Technischen Hochschule Hannover.

## Leben
Fiederling studierte an der Technischen Hochschule Karlsruhe, wo er 1920 sein Diplom ablegte und von 1920 bis 1926 Assistent für (Innen- und Garten-) Architektur war. Von 1921 bis 1926 arbeitete er zugleich auch im Atelier von Max Laeuger, bei dem er 1929 promoviert wurde. 1924 erhielt er den Titel Regierungsbaumeister. Er arbeitete kurze Zeit in den Bauämtern der Städte Aachen und Harburg. 1930 wurde er als ordentlicher Professor für Entwerfen und Raumkunst an die Technische Hochschule Hannover berufen. Gleichzeitig wurde er Mitglied der Hannoverschen Bauhütte. Zum 1. Mai 1933 trat er der NSDAP bei (Mitgliedsnummer 2.954.807). Im November 1933 unterzeichnete er das Bekenntnis der deutschen Professoren zu Adolf Hitler. Von 1941 bis 1945 plante er die Stadterweiterung von Cuxhaven. 1947 bis 1957 plante er den Wiederaufbau der Clemenskirche in Hannover, ebenso den dortigen Neubau der inzwischen denkmalgeschützten Paul-Dohrmann-Schule. 1960 wurde er emeritiert.

## Werke (unvollständig)

### Bauten
- 1941–1945: Erweiterung der Stadt Cuxhaven[2]
- 1947–1957: Wiederaufbau der Kirche St. Clemens in Hannover[2]
- 1951–1955: Neugestaltung von Aulen mehrerer Schulen in Hannover[2]
- 1953–1954: Schwebegas-Wärmeaustauscher-Turm vom Zementwerk in Beckum[2]
- 1954: Paul-Dohrmann-Schule[2]

### Schriften
- Dimensionierung der architektonischen Glieder. Ein Gesetz, abgeleitet aus den Bauten Friedrich Weinbrenners 1766-1826. Dissertation, Karlsruhe 1930.
- Mausoleum der Familie v. Herff, Darmstadt. In: Deutsche Kunst und Dekoration, Band 66, 1930, S. 102–105 (uni-heidelberg.de).
- Vom Marstall zum Speisehaus: die neue Mensa der TH Hannover. In: Deutsche Bauzeitung, 1937, S. 257–259.